# Orthemis flavopicta
Orthemis flavopicta – gatunek ważki z rodziny ważkowatych (Libellulidae). Występuje na terenie Ameryki Południowej.